# Fincíada
|  | Aquest article tracta sobre l'antiga ciutat siciliana. Vegeu-ne altres significats a «Fíntias». |

Fincíada (llatí: Phintias, adis grec antic: Φιντιάς, άδος) va ser una ciutat de la costa sud de Sicília situada a la desembocadura del riu Hímera a mig camí entre Acragant i Gela.
No era una ciutat antiga, va ser fundada cap a l'any 280 aC per Fíntias, tirà d'Acragant, que li va posar el seu nom i la a bastir amb grans murs, temples i l'àgora. Hi va traslladar als habitants de Gela, ciutat que va destruir completament, segons Diodor de Sicília. Però la nova ciutat mai va agafar massa importància. El 249 aC a la Primera Guerra Púnica la flota romana va ancorar a la ciutat i allà la van atacar els cartaginesos que van enfonsar unes quantes naus.
Va passar a Roma, i Ciceró al segle i aC l'esmenta com un centre important de comerç de gra però al segle i, en temps d'Estrabó, va entrar en decadència com altres ciutats de l'illa. Plini el Vell l'esmenta com a Ciutat estipendiària. L'Itinerari d'Antoní parla d'un lloc anomenat Plintis, sens dubte una corrupció de Phintias, que situa a la via que anava d'Acragant per la costa cap a Siracusa, a una distància de 23 milles romanes de l'antiga ciutat. Les seves runes es troben prop de la moderna Licata.